# Ладберген
Ладберген (нем. Ladbergen) — община в Германии, в земле Северный Рейн-Вестфалия.
Подчиняется административному округу Мюнстер. Входит в состав района Штайнфурт.  Население составляет 6383 человека (на 31 декабря 2010 года). Занимает площадь 52,29 км².